# Forserum
Forserum is een plaats in de gemeente Nässjö in het landschap Småland en de provincie Jönköpings län in Zweden. De plaats heeft 1982 inwoners (2005) en een oppervlakte van 194 hectare.

## Verkeer en vervoer
Bij de plaats lopen de Riksväg 31, Riksväg 40 en Riksväg 47.
De plaats heeft een station op de spoorlijn Falköping - Nässjö.

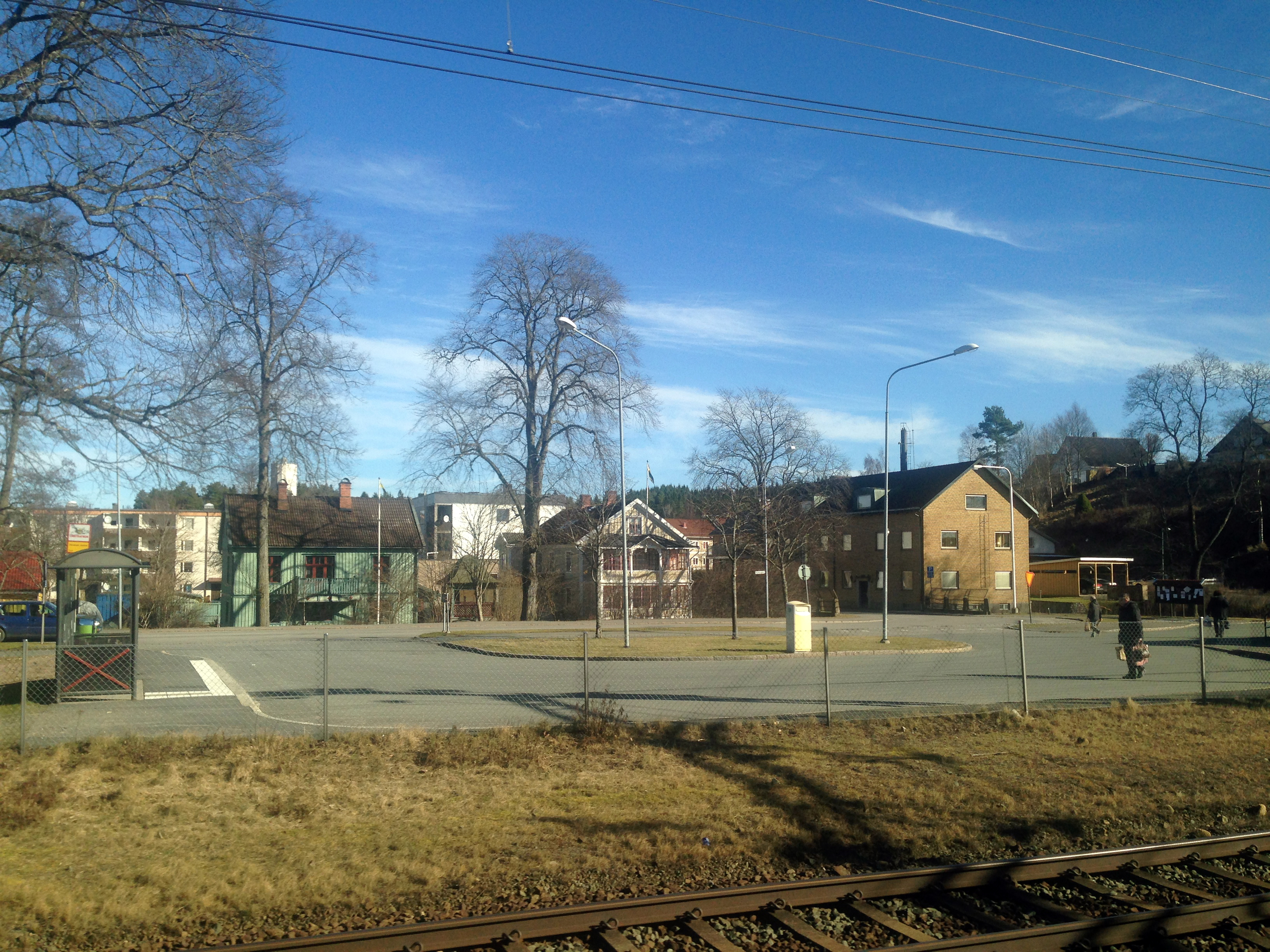
Forserum
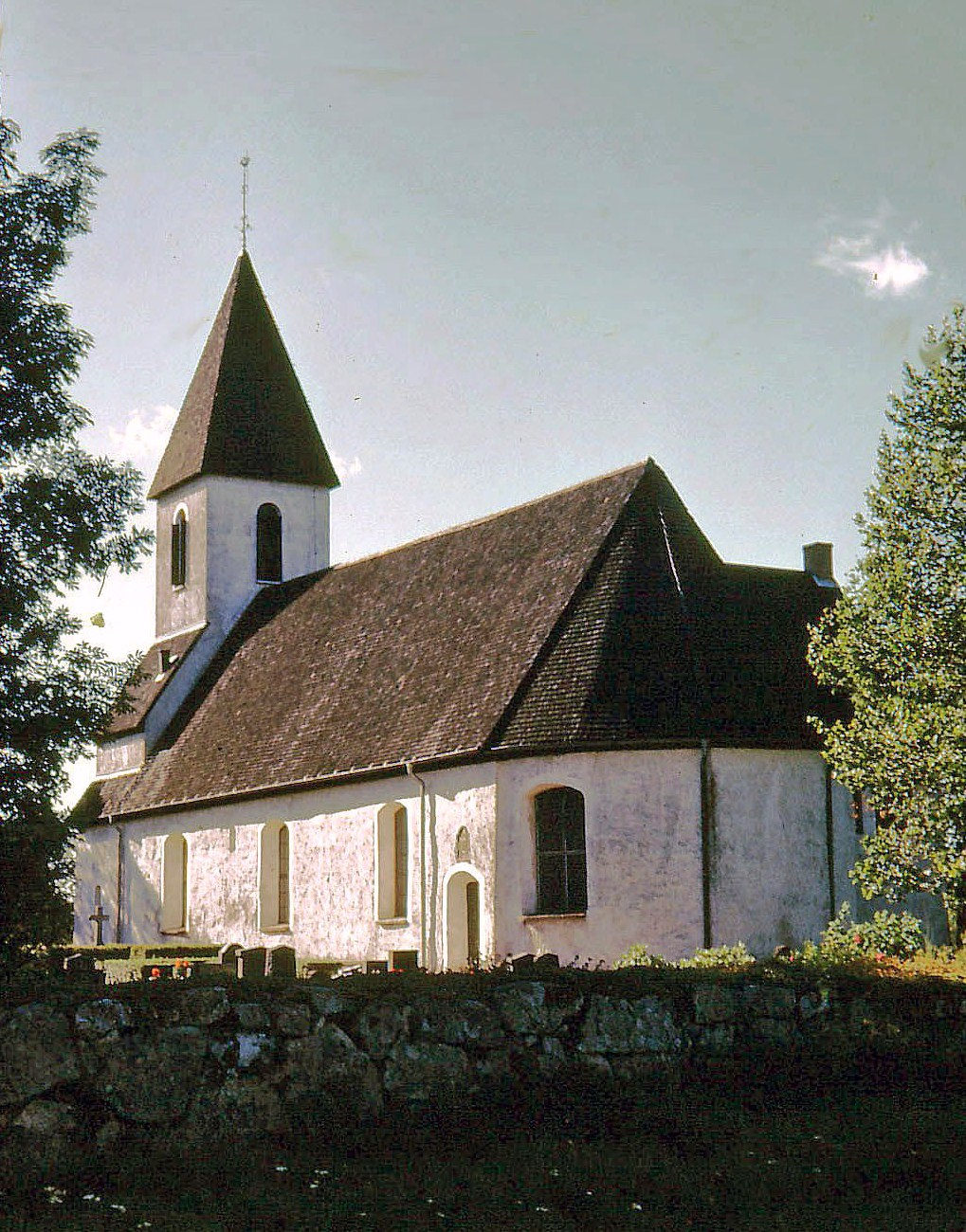
Kerk van Forserum